# Jan Mahieu Liebaert
Jean Marie Joseph Alphonse Pierre Mahieu, ook gekend als Mahieu-Liebaert, (Roeselare, 12 november 1874 - Roeselare, 16 juni 1947) was een Belgisch volksvertegenwoordiger en senator voor de katholieke partij en burgemeester van Roeselare.

## Levensloop
Joannes Maria Joseph Alphonsus Petrus Mahieu was de eerste van drie kinderen van Jan Mahieu en Maria Tack. Zijn grootvader Jan Mahieu-Carpentier was op dat ogenblik burgemeester in de stad Roeselare. Zijn vader stierf enkele jaren later. Zijn ouders hadden een brouwerij in de Noordstraat. Zijn moeder zou niet meer hertrouwen. Ze bestuurde de brouwerij verder, kocht tal van herbergen die haar bier verkochten, en vergrootte het familiefortuin aanzienlijk.
Jan Mahieu trouwde in 1898 met Margaretha Liebaert, de dochter van minister Julien Liebaert. Hij vestigde zich als zakenman in de woning van zijn inmiddels overleden grootvader in de Henri Horriestraat. Moeder Mahieu hield het bestuur van de brouwerij in handen, waardoor Mahieu zelf zich in verschillende andere bedrijven als zakenman inkocht.
In 1903 werd hij verkozen als gemeenteraadslid. In 1908 volgde hij burgemeester Hippoliet Spillebout op. Hij bleef onbedreigd in functie tot na de Tweede Wereldoorlog en was 38 jaar burgemeester van de stad Roeselare.
In 1912 werd hij verkozen tot katholiek volksvertegenwoordiger voor het arrondissement Roeselare en vervulde dit mandaat tot in 1921. Hij werd vervolgensd verkozen tot senator voor hetzelfde arrondissement en oefende dit mandaat uit tot in 1939.

## Burgemeester voor, tijdens en na de Eerste Wereldoorlog
Tijdens de eerste jaren van zijn bewind kende hij hoogtepunten zoals de inhuldiging van het standbeeld voor Albrecht Rodenbach in 1909. In 1912 werd Roeselare het toneel voor het grote overwinningsfeest van de katholieke partij bij de parlementsverkiezingen. De band met zijn schoonvader was hier niet vreemd aan.
Een eerste crisis was de lock-out van 1912-1913 in Roeselare, waar een twintigtal grote textielfabrieken besloten de deuren te sluiten om enkele stakingen te breken. De lock-out sleepte maanden aan en zorgde voor grote armoede onder de werkende bevolking en grote imagoschade voor de textielstad. Pas na bemiddeling van Mahieu geraakte de lock-out opgelost.
Tijdens de Eerste Wereldoorlog werd de stad zwaar getroffen door het oorlogsgeweld. In 1917 werd de stad grotendeels ontruimd en burgemeester Jan Mahieu-Liebaert vertrok naar Brussel. Hij werd tijdelijk opgevolgd door waarnemend burgemeester Pieter Staessens, een van de drie raadsleden die achterbleven. Eind 1918 keerde hij terug en leidde hij de heropbouw van de stad. In 1920 werd hij de eerste voorzitter van de pas opgerichte sociale bouwmaatschappij De Mandel die heel wat woningen in de stad zou optrekken.
Burgemeester Mahieu stond onder de invloed van deken Edward De Saegher. De katholieke partij had de absolute meerderheid in de gemeenteraad en de geestelijke overheid bepaalde achter de schermen mee het programma van het stadsbestuur. Zo zorgde Mahieu er in de jaren dertig voor dat de stad medestichter was van de Vrije Middelbare School Roeselare, het katholieke antwoord op de komst van een rijksmiddelbare school in de stad. In 1925 zorgde hij er ook voor dat de stad officieel aan het Heilig Hart van Jezus werd toegewijd. Mahieu was ook medestichter van de plaatselijke muziekacademie.

## Tijdens en na de Tweede Wereldoorlog
Bij het uitbreken van de Tweede Wereldoorlog vluchtte Jan Mahieu uit de stad. Hij mocht van de Duitsers niet meer terugkeren en werd vervangen eerst door stadssecretaris Robert De Man en nadien door VNV'er Hendrik Demoen. In 1944, bij de Bevrijding, nam Mahieu het ambt weer op. Hij mocht de Poolse bevrijdingslegers verwelkomen.
Vanaf halfweg 1946 nam hij om gezondheidsredenen niet meer deel aan de zittingen van het schepencollege en werd hij vervangen door dienstdoend burgemeester Joseph Billiau in afwachting van de verkiezingen. Hij overleed kort na die verkiezingen, anderhalve dag na zijn vrouw. Ze werden samen begraven.
Jan Mahieu-Liebaert was de laatste burgemeester van de 'oude stempel', die in Roeselare nog vasthield aan het burgemeestersuniform met steek en sabel. Hij was ook de laatste die uit de burgerij kwam. Na hem kwamen eerst nog handelaar Joseph De Nolf en daarna enkel ACW-burgemeesters.
Jan Mahieu heeft in Roeselare een straatnaam in het stadscentrum gekregen, de Jan Mahieustraat. Opmerkelijk is dat deze nog tijdens zijn leven zo werd genoemd. Eind 1919 besloot de gemeenteraad de Keizerstraat naar Jan Mahieu te noemen, enerzijds om de herinnering aan de Duitse bezetter weg te vegen, anderzijds om zijn inzet tijdens de oorlog te gedenken.